# دی‌ان‌ای فیلمز
دی‌ان‌ای فیلمز (انگلیسی: DNA Films) یک شرکت فیلم‌سازی در بریتانیا است. این شرکت توسط دانکن کنوورتی و اندرو مک‌دانلد پایه‌گذاری شده‌است.

## فیلم‌شناسی
- رگیابی تی۲ (۲۰۱۷)
- دور از اجتماع خشمگین (۲۰۱۵)
- اکس‌مشینا (۲۰۱۴)
- Sunshine on Leith (۲۰۱۳)
- درد (۲۰۱۲) (co-production به‌همراه  IM Global , لاینزگیت، Reliance BIG Pictures, آی‌مکس و Entertainment Film Distributors)
- هرگز رهایم مکن (۲۰۱۰)
- آملیا (۲۰۰۹) (co-production به‌همراه فاکس سرچلایت پیکچرز، بی‌بی‌سی فیلمز، و UK Film Council)
- ۲۸ هفته بعد (۲۰۰۷)
- آفتاب (۲۰۰۷)
- آخرین پادشاه اسکاتلند (۲۰۰۶)
- The History Boys (۲۰۰۶)
- یادداشت‌هایی بر یک رسوایی (۲۰۰۶)
- Separate Lies (۲۰۰۵)
- در واقع عشق (۲۰۰۳)
- ۲۸ روز بعد (۲۰۰۲)
- Heartlands (۲۰۰۲)
- The Parole Officer (۲۰۰۱)
- Strictly Sinatra (۲۰۰۱)
- Beautiful Creatures (۲۰۰۰)